# Прабалтийский язык
Прабалти́йский язы́к (лит. baltų prokalbė, латыш. baltu pirmvaloda), также протобалти́йский язы́к (лит. prabaltų kalba, латыш. pirmbaltu valoda), общебалти́йский язы́к (латыш. baltu kopvaloda) и балти́йский язы́к — праязык, от которого произошли балтийские языки. Прабалтийский язык являлся потомком праиндоевропейского. Никаких письменных памятников прабалтийского языка не найдено, поэтому язык был восстановлен на основании сравнения достоверно засвидетельствованных балтских и других индоевропейских языков. Существует гипотеза, согласно которой прабалты и праславяне пережили период общности, и реконструируется прабалтославянский язык, который позднее распался на праславянский и прабалтийский.
Среди основных особенностей прабалтийского языка называют следующие: 1) сохранение свободного ударения; 2) совпадение гласных *a и *o в *a; 3) сохранение и развитие аблаута; 4) сохранение *m перед зубными; 5) наличие продуктивных основ на *-ē; 6) особые уменьшительные суффиксы; 7) особые суффиксы времён и наклонений; 8) совпадение форм единственного и множественного чисел третьего лица у глаголов; 9) утрата перфекта и аориста; 10) новые формы прошедшего времени, построенные при помощи тематических *-ē и *-ā; 11) особенности в лексике.

## Балто-славянское единство

Схематическое изображение различных взглядов на балто-славянские языковые отношения

Характер балто-славянских языковых отношений долгое время является предметом дискуссий в научном мире. Балтийские и славянские языки объединяет большое количество сходств на всех уровнях языка. Это заставило А. Шлейхера постулировать существование прабалтославянского языка, который распался на праславянский и прабалтийский. А. Мейе, напротив, полагал, что сходства между славянскими и балтийскими языками вызваны независимым параллельным развитием, а прабалтославянского языка не существовало. Я. Розвадовский предложил схему, согласно которой за периодом балто-славянского единства (III тысячелетие до н. э.) последовала эпоха независимого развития (II—I тысячелетия до н. э.), которую сменил период нового сближения (с начала нашей эры по настоящий момент). Я. Эндзелин считал, что после распада праиндоевропейского языка праславянский и прабалтийский языки развивались независимо, а потом пережили период сближения. Согласно гипотезе В. Н. Топорова и Вяч. Вс. Иванова, праславянский представляет собой развитие периферийного балтийского диалекта. Также, однако, в отношении гипотез, связанных с «балто-славянской проблемой», отмечается их определённая удалённость от компаративистского метода и ориентированность на, скорее, собственные теоретические построения (см. замечания).

## Прародина
Ареал балтийских гидронимов простирается от Вислы на западе до Москвы на востоке и от Балтийского моря на севере до Киева на юге. Сокращение территории, населённой балтами, произошло в результате миграций готов незадолго до начала н. э., расселения славян в V веке н. э. во время Великого переселения народов, а также в ходе колонизации, производимой Тевтонским орденом (начиная с 1225 года н. э.).
На западе носители прабалтийского языка соседствовали с германцами, на юге со славянами, на севере и северо-востоке — с финно-угорскими племенами.
По мнению В. Н. Топорова, между 1000 и 800 годами до н. э. прагерманцы вытеснили балтов с территорий, находящихся к западу от реки Пасленки.
Территории между Вислой и Западной Двиной, заселённые балтами в историческое время, не относятся к исконным балтским землям: балты прибыли на них с востока, вытеснив прибалто-финские племена.
В. Смочинский полагает, что до расселения славян граница между славянами и балтами проходила по Припяти.
Определить местонахождение прародины балтов помогает также то, что для прабалтийского восстанавливаются названия дуба, яблони, берёзы, липы, ясеня, клёна и вяза, но не бука, тиса и плюща. Из названий животных прабалтийскому были известны белка, куница, зубр и лось.

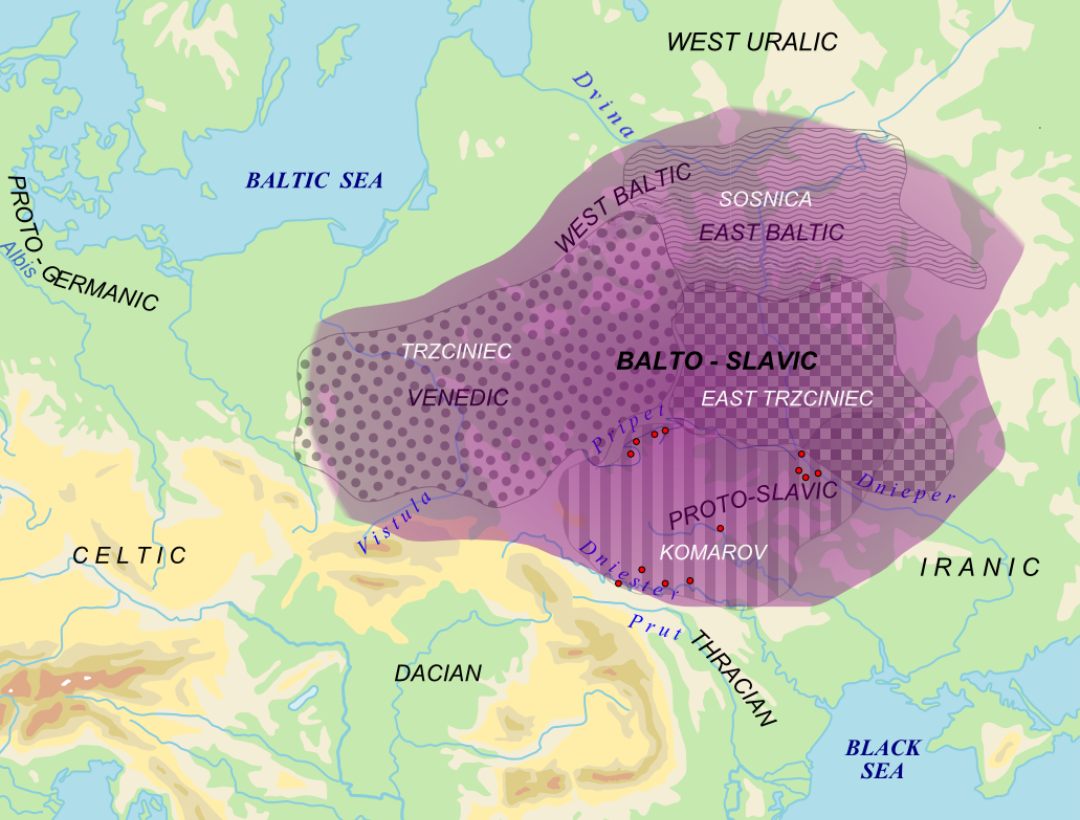
Тшинецкая археологическая культура

М. Гимбутас полагала, что предки балтов входили в общность культуры боевых топоров, а позднее носителями прабалтийского языка являлись представители тшинецкой культуры. Соглашаясь с Гимбутас в том, что носителями культуры боевых топоров были прабалты (а также праславяне, прагерманцы и пракельты), Дж. Мэллори, однако, считает тшинецкую культуру праславянской.

## Хронология
По оценкам В. Шмальстига, балты как культурная и этническая общность сформировались во II тысячелетии до н. э.
А. Гирдянис и В. Мажюлис при помощи глоттохронологии полагают, что распад прабалтославянского языка произошёл до IX века до н. э., а разделение прабалтийского на восточную и западную группы — до V века до н. э. Используя «рекалиброванную» глоттохронологию С. А. Старостина, чешские исследователи В. Блажек и П. Новотная датировали распад балто-славянского единства XV—XIV вв. до н. э., а выделение из прабалтийского языка прапрусского — X—VIII вв. до н. э.

## Лингвистическая характеристика

### Фонетика и фонология
Для прабалтийского реконструируются пять долгих (*ī, *ē, *ā, *ō, *ū) и четыре краткие гласные (*ĭ, *ĕ, *ă, *ŭ), а также восемь дифтонгов (*ēi̯, *ei̯, *ēṷ, *eṷ, *āṷ, *aṷ, *ōi̯, *ōṷ). По сравнению с праиндоевропейским языком прабалтийская система изменилась незначительно: гласные *a и *o слились в *a, шва примум перешло в *a в начальном слоге и исчезло в остальных.
Праиндоевропейские звонкие придыхательные смычные (*bʰ, *dʰ, *gʰ) в прабалтийском, как и в праславянском, совпали с простыми звонкими (*b, *d, *g). Прабалтийский является сатемным языком, праиндоевропейские *ḱ и *ĝ в нём перешли в *š и *ž. Третьим фундаментальным изменением в прабалтийском консонантизме стала палатализация, в результате которой в фонологической системе языка появилась корреляция по твёрдости-мягкости согласных.
Система консонантизма прабалтийского языка до палатализации (в скобки взяты позиционные варианты фонем; в парах согласных слева приведены глухие согласные, справа — звонкие):
| Способ артикуляции ↓     | Губно-губные | Зубные | Альв. | Палат. | Заднеяз. |
| Взрывные                 | p b          | t d    |       |        | k g      |
| Носовые                  | m            | n      |       |        |          |
| Дрожащие                 |              |        | r     |        |          |
| Фрикативные              |              | s (z)  | ʃ ʒ   |        |          |
| Скользящие аппроксиманты | ʋ            |        |       | j      |          |
| Боковые                  |              | l      |       |        |          |

Система консонантизма прабалтийского языка после палатализации:
| Способ артикуляции ↓     | Губно-губные | Зубные      | Альв.     | Палат. | Заднеяз.  |
| Взрывные                 | p pʲ b bʲ    | t tʲ d dʲ   |           |        | k kʲ g gʲ |
| Носовые                  | m mʲ         | n nʲ        |           |        |           |
| Дрожащие                 |              |             | r rʲ      |        |           |
| Фрикативные              |              | s sʲ (z zʲ) | ʃ ʃʲ ʒ ʒʲ |        |           |
| Скользящие аппроксиманты | ʋ ʋʲ         |             |           | j      |           |
| Боковые                  |              | l           | lʲ        |        |           |

В прабалтийском хорошо сохранилась праиндоевропейская система акцентуации: ударение было подвижным, свободным и музыкальным. Существовало два тона, которые могли находиться на долгих гласных и дифтонгах: акут (восходящая интонация) и циркумфлекс (нисходящая интонация). В современном литовском, напротив, акут является нисходящей интонацией, а циркумфлекс — восходящей.
По теории Ф. Кортландта, в прабалтославянском слоги, имевшие индоевропейский ларингал, получали глоттализованный тон (аналогичный современной латышской прерывистой интонации). В аукштайтском литовском ударные слоги с глоттализованным тоном дали нисходящую интонацию, например, sė́ti «сеять», а ударные слоги без глоттализованного тона — восходящую интонацию, например, duktė̃  «дочь». При этом в ряде случаев ударение было оттянуто на слог с глоттализованным тоном с других слогов, что давало восходящую интонацию: ė̃dis при ė́sti «жрать». Если ударение оттягивалось на слог без глоттализованного тона, это давало среднюю интонацию, позднее совпавшую с нисходящей: vìlkė «волчица» при vil̃kas «волк». В безударных слогах глоттализованный тон был утрачен. В жемайтском литовском глоттализованный тон сохранился под старым ударением. В латышском ударение было оттянуто на первый слог, и глоттализованный тон сохранился только в старых безударных слогах.

### Морфология

#### Имя существительное
Существительное в прабалтийском языке обладало категориями рода (мужской, женский, средний), числа (единственное, множественное и двойственное) и падежа (именительный, родительный, дательный, винительный, местный, творительный, звательный). По сравнению с праиндоевропейским языком прабалтийский (как и праславянский) утратил только отложительный падеж.
Впоследствии средний род сохранился только в прусском, а в литовском и латышском он был утрачен (хотя в литовском сохранились реликты прилагательных среднего рода).
В соответствии с тематическим гласным, существительные распределялись по типам склонения. Выделяются основы на *-o-, *-ā-, *-ē-, *-i-, *-u- и согласный. Реконструируемые окончания существительных:
| Тип склонения   | *-o-           | *-o-           | *-ā-        | *-ē-        | *-i-                   | *-i-        | *-u-                   | *-u-             | на согласный           | на согласный |
| Тип склонения   | Мужской род    | Средний род    | Женский род | Женский род | Мужской и женский роды | Средний род | Мужской и женский роды | Средний род      | Мужской и женский роды | Средний род  |
| --------------- | -------------- | -------------- | ----------- | ----------- | ---------------------- | ----------- | ---------------------- | ---------------- | ---------------------- | ------------ |
| И. ед.          | *-as           | *-an, *-a      | *-ā         | *-ē         | *-is                   | *-i         | *-us                   | *-u              | *-s, *-ø               | *-ø          |
| Р. ед.          | *-as[a], *-ā   | *-as[a], *-ā   | *-ās        | *-ēs        | *-eis                  | *-eis       | *-aus                  | *-aus            | *-es                   | *-es         |
| Д. ед.          | *-ō, *-ōi      | *-ō, *-ōi      | *-āi        | *-ēi        | *-ei                   | *-ei        | *-aṷei (?), *-ōi       | *-aṷei (?), *-ōi | *-ei                   | *-ei         |
| В. ед.          | *-an           | *-an, *-a      | *-ān        | *-ēn        | *-in                   | *-i         | *-un                   | *-u              | *-in                   | *-ø          |
| Тв. ед.         | *-ō            | *-ō            | *-ān        | *-ēn        | *-imi                  | *-imi       | *-umi                  | *-umi            | *-mi                   | *-mi         |
| М. ед.          | *-ei           | *-ei           | *-āi        | *-ēi        | *-ēi                   | *-ēi        | *-ōu                   | *-ōu             | *-i                    | *-i          |
| Зв. ед.         | *-e!           | *-an! *-a!     | *-a!        | *-e!        | *-ei!                  | *-i!        | *-au!                  | *-u!             | *-ø!                   | *-ø!         |
| И., B., Зв. дв. | *-ō            | *-ai           | *-āi, *-ei  | *-ēi        | *-ī                    | *-ī         | *-ū                    | *-u̯ī             | *-e                    | *-ī          |
| Д., Тв. дв.     | *-amā          | *-amā          | *-āmā       | *-ēmā       | *-imā                  | *-imā       | *-umā                  | *-umā            | *-mā                   | *-mā         |
| Р., М. дв.      | *-aus (*-ōus?) | *-aus (*-ōus?) | *-āus       | *-ēus       | *-iɪ̯aus                | *-iɪ̯aus     | *-au̯aus                | *-au̯aus          | *-aus                  | *-aus        |
| И. мн.          | *-ai           | *-ā            | *-ās        | *-ēs        | *-eis                  | *-ī         | *-aus                  | *-ū              | *-es                   | *-ā          |
| Р. мн.          | *-ōn           | *-ōn           | *-ōn        | *-ɪ̯ōn       | *-ɪ̯ōn                  | *-ɪ̯ōn       | *-ṷōn                  | *-ṷōn            | *-ōn                   | *-ōn         |
| Д. мн.          | *-amas         | *-amas         | *-āmas      | *-ēmas      | *-imas                 | *-imas      | *-umas                 | *-umas           | *-mas                  | *-mas        |
| В. мн.          | *-ōns          | *-ā            | *-āns       | *-ēns       | *-ins                  | *-ī         | *-uns                  | *-ū              | *-ins                  | *-ā          |
| Тв. мн.         | *-ais          | *-ais          | *-āmīs      | *-ēmīs      | *-imīs                 | *-imīs      | *-umīs                 | *-umīs           | *-mīs                  | *-mīs        |
| М. мн.          | *-eisu         | *-eisu         | *-āsu       | *-ēsu       | *-isu                  | *-isu       | *-usu                  | *-usu            | *-su                   | *-su         |

В восточнобалтийских языках к окончаниям местного падежа единственного числа и винительного падежа множественого числа регулярно присоединялся послелог *en «в», который постепенно сливался с окончаниями, создавая новообразованные формы местного падежа.

#### Местоимение
Личные и возвратное местоимения:
|      | 1 лицо ед.ч. | 2 лицо ед.ч. | Возвратное   | 1 лицо мн.ч. | 2 лицо мн.ч. |
| ---- | ------------ | ------------ | ------------ | ------------ | ------------ |
| И.   | *ež, *eš     | *tū, *tu     |              | *mes         | *ɪ̯ūs         |
| Р.   | *mene        | *teṷe        | *seṷe        | *nūsōn       | *ɪ̯ūsōn       |
| Д.   | *menei, *mei | *tebei, *tei | *sebei, *sei | *nūmas       | *ɪ̯ūmas       |
| В.   | *mēn, *me    | *tēn, *te    | *sēn, *se    | *nas         | *ṷas         |
| Тв.1 | *menimi      | *tebimi      | *sebimi      | *nūmīs       | *ɪ̯ūmīs       |
| M.2  | *meni        | *tebi        | *sebi        | *nūsu (?)    | *ɪ̯ūsu (?)    |

1, 2 Творительный и местный падежи восстановлены, опираясь на восточнобалтийские данные, и являются более поздними падежными формами.
Система указательных местоимений в прабалтийском различала три степени удаления от говорящего, как это было в праиндоевропейском: *šis, *anas, *tas.

#### Глагол
У прабалтийского глагола было три основы: настоящего, прошедшего и инфинитива. Например, основы глагола «нести»: *neša-, *nešē-, *neš-; основы глагола «сидеть»: *sēdi-, *sēdējā-, *sēdē-. Ср. лит. nẽša «он несёт», nẽšė «он нёс», nèšti «нести»; sė́di «он сидит», sėdė́jo «он сидел», sėdė́ti «сидеть».
В отличие от праславянского, в прабалтийском утратился праиндоевропейский аорист, зато сохранилась исконная форма будущего времени. Кроме того, прабалтийский утратил перфект и средний залог, заменил праиндоевропейский имперфект новообразованием.
Х. Станг выделяет у глаголов в настоящем времени следующие спряжения: атематическое, полутематическое (основы на *-i-  и*-ā-) и тематические (основы на *-e/o- и *-ɪ̯e/o-).
Основа прошедшего времени является собственно балтийским новообразованием, созданным при помощи суффиксов *-ā- и *-ē-.
Будущее время образовывалось при помощи суффикса *-s-/-si-. Одни учёные считают его отражением соответствующих праиндоевропейских форм, другие — новообразованием.
Праиндоевропейская система наклонений в прабалтийском упростилась, исчезли старые конъюнктив и инъюнктив. Функции конъюнктива взял на себя оптатив.
Личные окончания глаголов:
|       | атематические | тематические |
| ----- | ------------- | ------------ |
| 1.ед. | *-mí (*-mei?) | *-ō          |
| 2.ед. | *-sei (*-si?) | *-ei         |
| 3.ед. | *-ti          | *-ø          |
| 1.дв. | *-ṷā́          | *-ṷā́         |
| 2.дв. | *-tā́          | *-tā́         |
| 3.дв. | *-ti          | *-ø          |
| 1.мн. | *-mḗ          | *-mḗ         |
| 2.мн. | *-tḗ          | *-tḗ         |
| 3.мн. | *-ti          | *-ø          |

Чисто балтийской особенностью является совпадение в третьем лице форм всех чисел, где выступает основа глагола в чистом виде.

### Синтаксис
В прабалтийском преобладал порядок слов SOV.